# 子午環

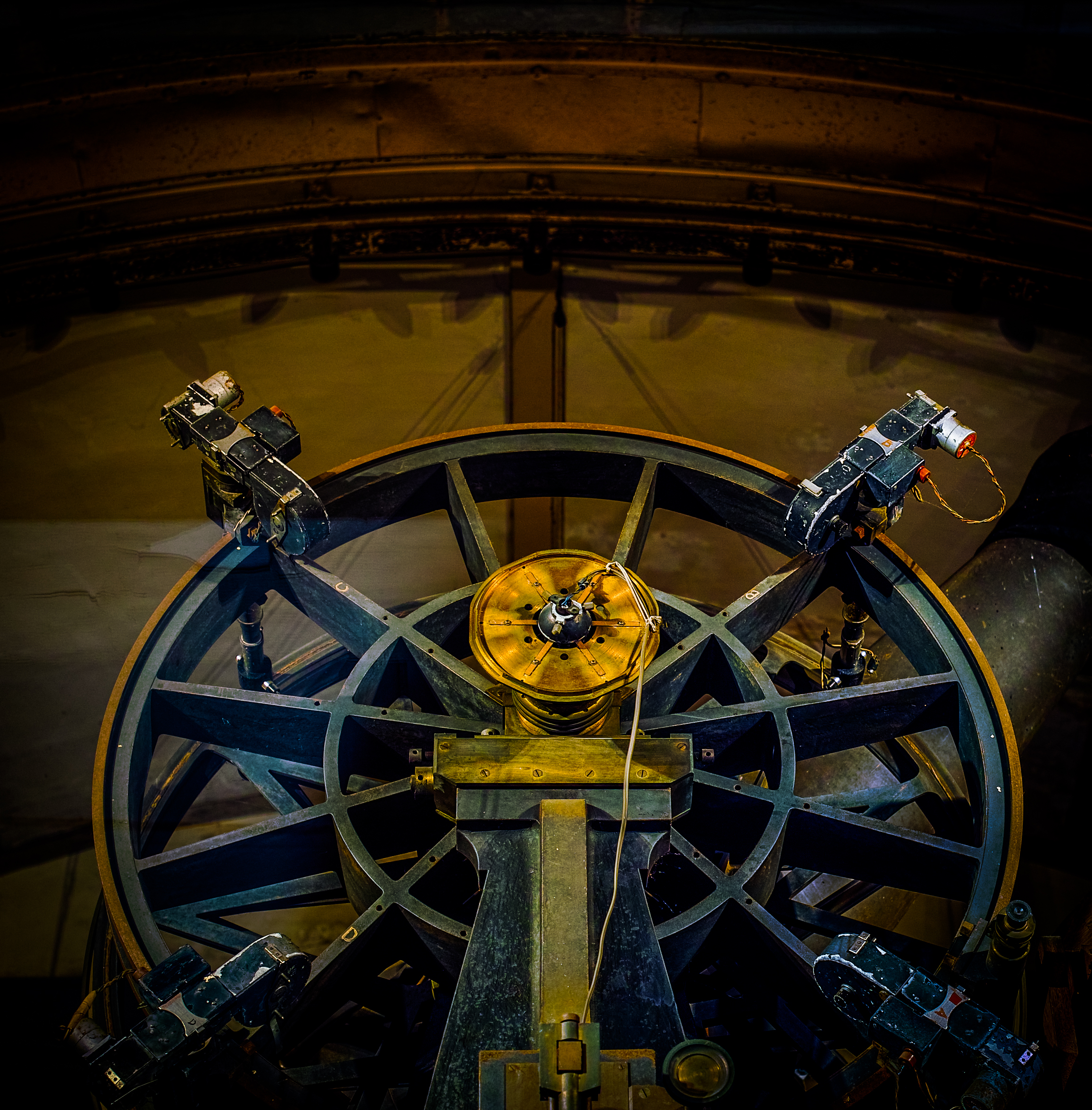
国立天文台三鷹キャンパスのゴーチェ子午環

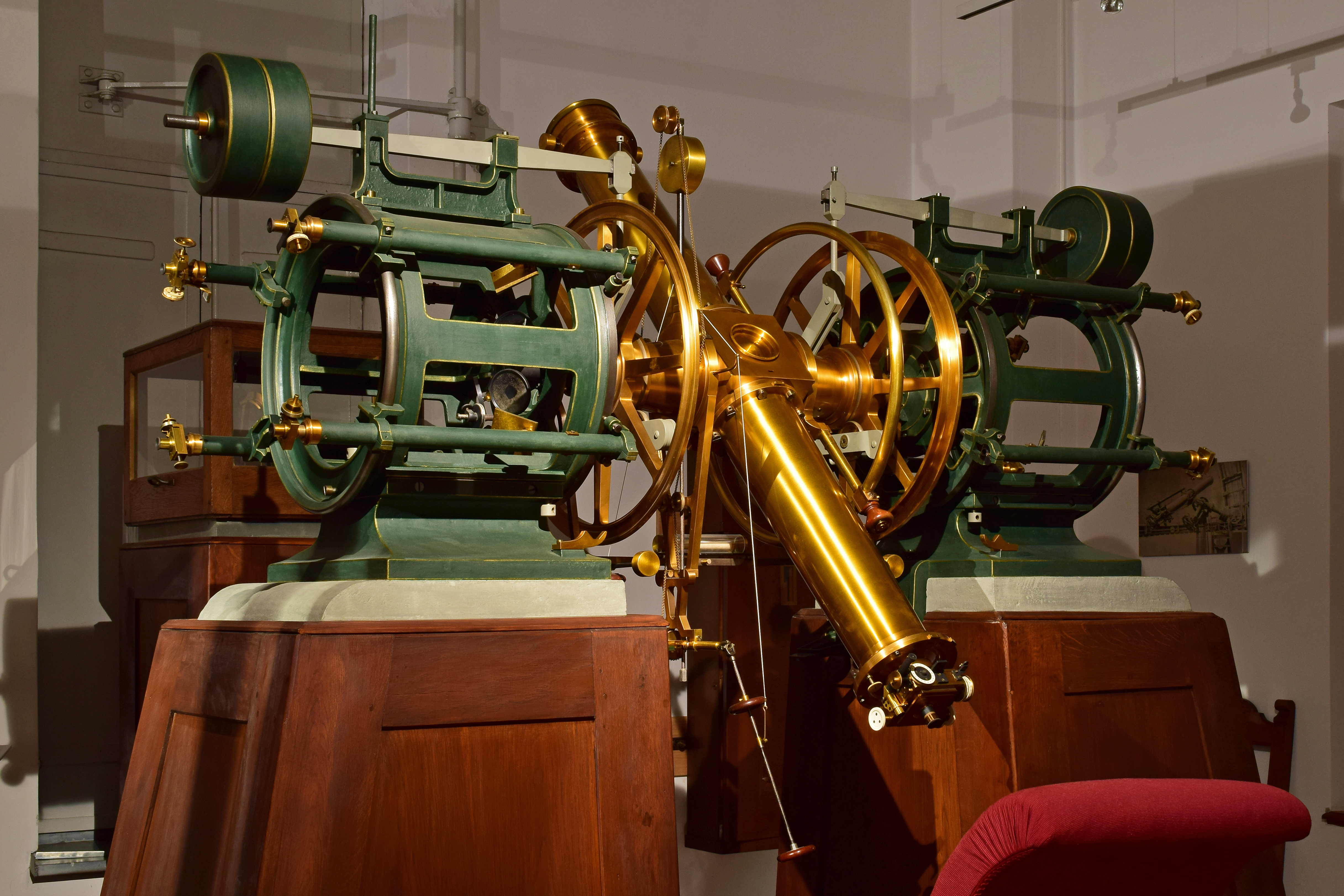
子午環

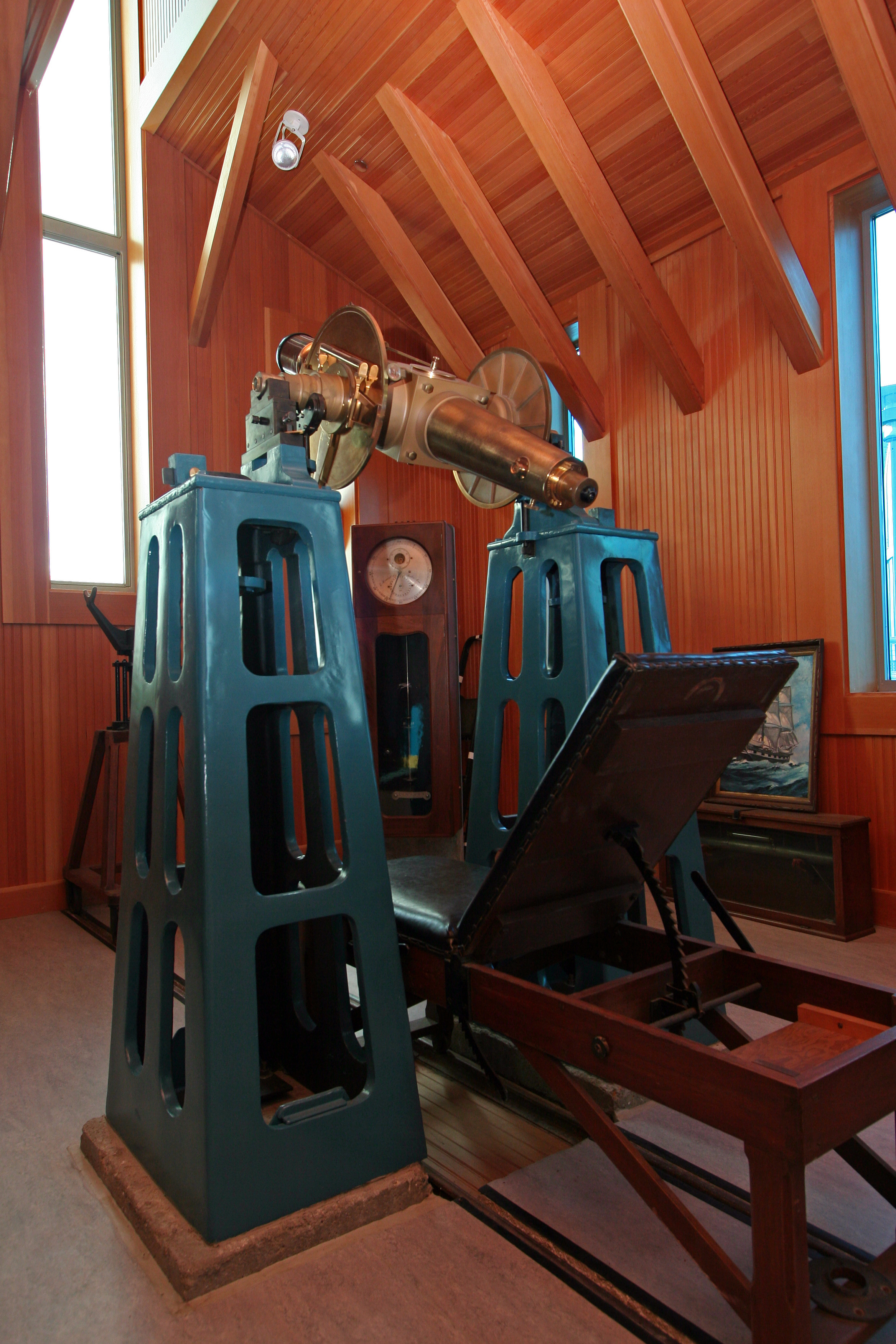
子午環

子午環（しごかん、英: meridian circle, transit circle）は、天体の南中時刻や南中高度を正確に測る、位置天文学の最も代表的で基本的な観測装置。かつては天体の位置観測に不可欠な観測装置であったが、20世紀末以降はヒッパルコス衛星やガイア衛星などの位置天文観測衛星によって大気ゆらぎの影響を全く受けない高精度な観測ができるようになったため、21世紀現在ほとんど使われていない。
天体の赤緯や観測地の緯度を正確に測定するため、望遠鏡の動きが子午線方向のみに制限されており、目標天体の高度を測定するための目盛環と読み取り用の顕微鏡が備えられている。南北方向の較正は、南北に離れた位置に置かれた子午線標を用いて行われる。
国立天文台のゴーチェ子午環は、1903年にフランスのゴーチェ社（Paul Gautier）で製造されたもので、1924年に麻布から三鷹に移設されてから本格運用された。1923年の関東大震災の際に、麻布の国立天文台にあった観測機器も大きな被害を受けたが、ゴーチェ子午環は三鷹への移設のために既に梱包されていたため難を逃れた。1982年に自動光電子子午環が設置されて以降は第一線を退き、クエーサー等の天体の精密な位置観測のため1992年にCCDマイクロメータを設置して再度運用された後、2000年頃に運用を終了した。